# KK Svjetlost Brod
KK Svjetlost Brod ist ein Basketballverein aus Slavonski Brod, Kroatien. Zurzeit spielt der Verein in der kroatischen ersten Liga.

## Geschichte
In der zweiten Hälfte des Jahres 1946 wurde der Verein gegründet. Er trug zuerst den Namen Crvena Zvezda (Roter Stern), welcher eher typisch für einen serbischen Verein war. Anzunehmen ist, dass dieser Name auf Grund des Kommunistischen Grundgedankens gewählt wurde. 
Im Laufe der Zeit änderte man den Namen öfters in: BSK, Proleter, Oriolik, Oriolik Jasinje, Svjetlost-Oriolik, Svjetlost, Svjetlost – Brod ehe man nun wieder den Namen Svjetlost trägt.
Siehe auch: Basketball in Kroatien

## Halle
Zurzeit trägt man seine Heimspiele in der Schulsporthalle Brod aus. Der Stadtteil nennt sich Kleines Paris.